# Mediglia
Mediglia é uma comuna italiana da região da Lombardia, província de Milão, com cerca de 10.287 habitantes. Estende-se por uma área de 21 km², tendo uma densidade populacional de 490 hab/km². Faz fronteira com Settala, Peschiera Borromeo, Pantigliate, Paullo, San Donato Milanese, Tribiano, San Giuliano Milanese, Colturano, Dresano.

## Demografia
| Variação demográfica do município entre 1861 e 2011                               |
|                                                                                   |
| Fonte: Istituto Nazionale di Statistica (ISTAT) - Elaboração gráfica da Wikipedia |